# Semele
Semele (tudi Semela, starogrško Σεμέλη: Seméle) je v grški mitologiji boginja zemlje, hči Harmonije in tebanskega kralja Kadma, Zevsova ljubica in Dionizijeva mati. Kasneje je odšla na Olimp in postala nesmrtna z imenom Tiona.